# Azul da Cor do Mar
"Azul da Cor do Mar" é uma canção do cantor brasileiro Tim Maia composta em 1968 e lançada em 1970.

## Composição
Em 1970, sem dinheiro e dormindo na casa de um amigo, Tim, inspirado por um pôster de uma mulher na praia no quarto de visitas onde estava hospedado, compôs "Azul da Cor do Mar" num final de semana. Na época, Tim já havia sido deportado e até preso nos Estados Unidos. O cantor Fábio, que era um dos proprietários da casa onde Maia escreveu a canção, relatou, no livro "Até Parece Que Foi Sonho – Meus 30 anos de Amizade e Trabalho com Tim Maia", o momento da vida de Maia na época da composição.